# Ausztrália az 1964. évi téli olimpiai játékokon
Ausztrália az ausztriai Innsbruckban megrendezett 1964. évi téli olimpiai játékok egyik részt vevő nemzete volt. Az országot az olimpián 1 sportágban 6 sportoló képviselte, akik érmet nem szereztek.

## Tragédia a megnyitó előtt
A 19 éves alpesisíző, Ross Milne a megnyitó előtti napon kicsúszott a pályáról az edzésen, majd egy fának ütközött. A versenyző belehalt sérüléseibe.

## Alpesisí
Férfi
| Versenyző       | Versenyszám      | Selejtező                                | Selejtező                                | Selejtező                                | Selejtező                                | Döntő                                    | Döntő                                    | Döntő                                    | Döntő                                    | Döntő                                    | Döntő                                    |
| Versenyző       | Versenyszám      | 1. futam                                 | 1. futam                                 | 2. futam                                 | 2. futam                                 | 1. futam                                 | 1. futam                                 | 2. futam                                 | 2. futam                                 | Összesítés                               | Összesítés                               |
| Versenyző       | Versenyszám      | Idő                                      | Hely.                                    | Idő                                      | Hely.                                    | Idő                                      | Hely.                                    | Idő                                      | Hely.                                    | Idő                                      | Helyezés                                 |
| --------------- | ---------------- | ---------------------------------------- | ---------------------------------------- | ---------------------------------------- | ---------------------------------------- | ---------------------------------------- | ---------------------------------------- | ---------------------------------------- | ---------------------------------------- | ---------------------------------------- | ---------------------------------------- |
| Peter Brockhoff | Műlesiklás       | 1:05,32                                  | 55.                                      | 1:04,58                                  | 42.                                      | kiesett                                  | kiesett                                  | kiesett                                  | kiesett                                  | kiesett                                  | kiesett                                  |
| Peter Brockhoff | Óriás-műlesiklás |                                          |                                          |                                          |                                          |                                          |                                          |                                          |                                          | 2:18,68                                  | 62.                                      |
| Simon Brown     | Lesiklás         |                                          |                                          |                                          |                                          |                                          |                                          |                                          |                                          | 2:44,07                                  | 61.                                      |
| Simon Brown     | Műlesiklás       | 1:06,83                                  | 58.                                      | 1:05,88                                  | 44.                                      | kiesett                                  | kiesett                                  | kiesett                                  | kiesett                                  | kiesett                                  | kiesett                                  |
| Simon Brown     | Óriás-műlesiklás |                                          |                                          |                                          |                                          |                                          |                                          |                                          |                                          | 2:12,61                                  | 51.                                      |
| Ross Milne      | Lesiklás         | baleset következtében elhunyt az edzésen | baleset következtében elhunyt az edzésen | baleset következtében elhunyt az edzésen | baleset következtében elhunyt az edzésen | baleset következtében elhunyt az edzésen | baleset következtében elhunyt az edzésen | baleset következtében elhunyt az edzésen | baleset következtében elhunyt az edzésen | baleset következtében elhunyt az edzésen | baleset következtében elhunyt az edzésen |
| Peter Wenzel    | Lesiklás         |                                          |                                          |                                          |                                          |                                          |                                          |                                          |                                          | 2:55,58                                  | 68.                                      |
| Peter Wenzel    | Műlesiklás       | 1:08,68                                  | 63.                                      | 1:10,25                                  | 49.                                      | kiesett                                  | kiesett                                  | kiesett                                  | kiesett                                  | kiesett                                  | kiesett                                  |
| Peter Wenzel    | Óriás-műlesiklás |                                          |                                          |                                          |                                          |                                          |                                          |                                          |                                          | 2:27,72                                  | 68.                                      |

Női
| Versenyző       | Versenyszám | 1. futam | 1. futam | 2. futam | 2. futam | Összesítés | Összesítés |
| Versenyző       | Versenyszám | Idő      | Hely.    | Idő      | Hely.    | Idő        | Helyezés   |
| --------------- | ----------- | -------- | -------- | -------- | -------- | ---------- | ---------- |
| Judy Forras     | Lesiklás    |          |          |          |          | 2:13,83    | 42.        |
| Judy Forras     | Műlesiklás  | kizárták | kizárták | kiesett  | kiesett  | kiesett    | kiesett    |
| Christine Smith | Lesiklás    |          |          |          |          | 2:03,82    | 27.        |
| Christine Smith | Műlesiklás  | 58,09    | 30.      | 1:05,58  | 27.      | 2:03,67    | 28.        |